# Peix emperador geperut
El peix emperador geperut (Lutjanus gibbus) és una espècie de peix de la família dels lutjànids i de l'ordre dels perciformes.

## Morfologia
- Els mascles poden assolir 50 cm de longitud total.[2][3]

## Alimentació
Menja peixos, gambes, crancs, llagostes, cefalòpodes, equinoderms i estrelles de mar amb potes.

## Hàbitat
És un peix marí de clima tropical i associat als esculls de corall que viu entre 1-150 m de fondària.

## Distribució geogràfica
Es troba des del Mar Roig i l'Àfrica oriental fins a les Illes de la Societat, les Illes de la Línia, el sud del Japó i Austràlia.